# Les Bossons
Pour les articles homonymes, voir Bossons.
Les Bossons est un hameau de France situé en Haute-Savoie, sur la commune de Chamonix-Mont-Blanc, dans la vallée de Chamonix, entre les bourgs de Chamonix et des Houches.

## Géographie
Le hameau se trouve au pied du glacier des Bossons auquel il a donné son nom au sud-est dans le massif du Mont-Blanc, dominé au nord-ouest par la tête de Bellachat et l'aiguillette du Brévent dans les aiguilles Rouges. Situé à 1 015 mètres d'altitude, il est le point de départ de nombreuses randonnées dont celles menant au glacier des Bossons, à la montagne de la Côte et à la Jonction ou encore aux aiguilles Rouges via le Petit Balcon Sud.
Le hameau est desservi par la route nationale 205, la route départementale 243 et la gare des Bossons sur la ligne de Saint-Gervais-les-Bains-Le Fayet à Vallorcine (frontière).

## Histoire
C'est du hameau des Bossons que sont partis Jacques Balmat et le Docteur Paccard pour leur ascension du mont Blanc en 1786,.
Le télésiège du Glacier des Bossons et le tremplin olympique du Mont — complétés par un téléski en partie détruit par une avalanche en 1999 et par la suite démonté — constituent les vestiges de l'activité de sports d'hiver qu'à connu le hameau dans la seconde moitié du XXe siècle jusqu'au début du XXIe siècle.
À la suite de la fonte progressive des glaciers provoquée par le réchauffement climatique, une poche d'eau se forme au début du XXIe siècle dans une dépression de la langue terminale du glacier des Bossons, poche d'eau qui menace les habitations de la vallée. En 2023, une vidange artificielle de cette poche d'eau, de ce lac « proglaciaire », commence.